# Nephropsis carpenteri
Nephropsis carpenteri is een kreeftensoort uit de familie van de Nephropidae. De wetenschappelijke naam van de soort is voor het eerst geldig gepubliceerd in 1885 door Wood-Mason.